# Sadiqabad
Sadiqabad (in urdu صادِق آباد) è una città del Pakistan, situata nella provincia del Punjab.